# Anais de Ulster
Os Anais de Ulster são crónicas da história medieval da Irlanda.
Essas crónicas apresentam dados referentes ao período compreendido entre 431 e 1540. Sabe-se que as crónicas até 1489, foram compiladas já no século XV pelo amanuense Ruaidhri Ó Luinín.
O manuscrito original encontra-se no Trinity College de Dublin.